# Yōko Tawada
Yōko Tawada (多和田葉子 (Tawada Yōko?) Tokio, 23 de marzo de 1960) es una escritora japonesa que actualmente vive en Berlín, Alemania. Es conocida por sus novelas, cuentos, poesía y ensayos, los cuales escribe tanto en japonés como en alemán. 
Yōko recibió una educación universitaria en la Waseda University en 1982 con un grado en Literatura rusa, luego estudió en la Hamburg University donde se graduó en Literatura alemana. Recibió su doctorado en Literatura alemana en la University of Zurich. En 1987 publicó Nur da wo du bist da ist nichts—Anata no iru tokoro dake nani mo nai (Un vacío sólo donde tú estás), una colección de poemas en una edición bilingüe alemana y japonesa.
Tacones perdidos de Tawada recibió el Gunzo Prize para Nuevos Escritores en 1991 y El novio fue un perro recibió el Premio Akutagawa en 1993. En 1999 se convirtió en escritora residente en el Massachusetts Institute of Technology durante cuatro meses. Su Sospecha en el tren de la noche ganó el Premio Tanizaki y el Ito Sei Literary Prize en 2003.
Tawada recibió el Adelbert von Chamisso Prize en 1996, un premio alemán que reconoce a escritores extranjeros en sus contribuciones a la cultura alemana, y la Goethe Medal en 2005.

## Traducciones al inglés
- El Novio Fue un Perro (Inu muko iri, 犬婿入り) Kodansha International (septiembre de 2003). ISBN 4-7700-2940-3. Esta edición incluye Perdiendo tacones(Kakato o nakushite).
- Donde Europa Comienza, New Directions Publishing Corporation (octubre de 2002), ISBN 0-8112-1515-6
- Encarando al Puente, New Directions Publishing Corporation (2007), ISBN 978-0811216906
- El Ojo Desnudo, New Directions Publishing Corporation (2009), ISBN 978-0-8112-1739-2
- El Retrato de una Lengua de Yoko Tawada: Una Traducción Experimental de Chantal Wright, University of Ottawa Press (2013), ISBN 978-0-7766-0803-7
- Sospechosos en un Tren Nocturno, (Yogisha no yakoressha, 容疑者の夜行列車), Seidosha (2002), ISBN 9784791759736[1]
- El Emisario (The Emissary), traducido por Margaret Mitsutani, New Directions Publishing Corporation (2018), ISBN 9780811227629[2]
- Tres Calles (Three Streets), traducido por Margaret Mitsutani, New Directions Publishing Corporation (2021), ISBN 9780811229302[3]

## Traducciones al español
Narrativa:
- Memorias de una osa polar, traducido del alemán por Belén Santana, Panorama de narrativas. Anagrama (2018) ISBN 978-84-339-7999-5[4]
- El emisario, traducido del japonés por Marta Morros Serret, Panorama de Narrativas. Anagrama (2023) ISBN 978-84-339-0624-3
- "El novio era un perro" en El japón de los perros, traducido del japonés por Iván Díaz Sancho y María Lucía Correa Ortíz, Colección Contemporánea. Satori (2020) ISBN 978-84-17419-41-7

Poesía:
- Fukushima y otros poemas (Ed. bilingüe) traducido del japonés por Cristina Rascón, Lenguas de la Poesía. Universidad Veracruzana (2025) ISBN 9786072621282

Ensayo:
- "De la lengua materna a la madre de la lengua" en La lengua es un lugar, traducido del alemán por Claudia Cabrera, Disertaciones. Gris Tormenta (2022) ISBN 978-607-69919-5-4

## Traducciones al catalán
- El marit gos, traducido por Jordi Mas López, Godall Edicions, 2019 https://godalledicions.cat/titols/el-marit-gos/

## Premios
- 1991: Premio Literario Gunzo・Shinjin-Bungaku-Sho
- 1993: Premio Akutagawa por El novio era un perro (Inu muko iri, 犬婿入り)
- 1994: Premio Lessing
- 1996: Premio Adelbert-von-Chamisso
- 2000: Premio de Literatura Izumi Kyōka por Para el té de margaritas (Hinagiku no Ocha no Baai,ヒナギクのお茶の場合)
- 2003: Premio Literario Sei Ito
- 2003: Premio Tanizaki por Sospecha en el Tren de la Noche (Yogisha no yako ressha, 容疑者の夜行列車)[5]
- 2005: Medalla Goethe
- 2013: Erlanger Literaturpreis
- 2017: Premio Warwick para obras traducidas de mujeres autoras por Memoirs of a Polar Bear, compartido con Susan Bernofsky[6]